# Aechmea mertensii
Espèce
Classification phylogénétique
Aechmea mertensii est une espèce de plantes à fleurs de la famille des Bromeliaceae qui se rencontre largement en Amérique du Sud.

## Synonymes
- Aechmea humilis Mez[2] ;
- Aechmea mucroniflora Hook.[2] ;
- Aechmea spicata Mart. ex Schult. & Schult.f.[2] ;
- Aechmea thyrsiflora (Willd. ex Schult. & Schult.f.) Schltdl.[2] ;
- Aechmea wullschlaegeliana Mez[2] ;
- Billbergia mertensii (G.Mey.) Miq.[2] ;
- Bromelia mertensii G.Mey.[2] ;
- Bromelia thyrsifolia Willd. ex Schult. & Schult.f.[2] ;
- Hohenbergia martii Baker[2] ;
- Hohenbergia mertensii (G.Mey.) Baker[2] ;
- Hohenbergia mucroniflora (Hook.) Baker[2] ;
- Hohenbergia spicata (Mart. ex Schult. & Schult.f.) Baker[2] ;
- Hoplophytum mertensii (G.Mey.) Beer[2] ;
- Hoplophytum mucroniflora (Hook.) Beer[2] ;
- Hoplophytum mucroniflorum (Hook.) Beer[2].

## Distribution
L'espèce se rencontre dans de nombreux pays d'Amérique du Sud : Brésil, Colombie, Équateur Guyana, Guyane, Pérou et Venezuela.

## Description
L'espèce est épiphyte.